# Leica M6
Le Leica M6 est un appareil photographique télémétrique de légende fabriqué par Leica Camera AG, commercialisé de 1984 à 1999 (pour le M6 "Classic") et de 1998 à 2002 (pour le M6 TTL).
Le Leica M6 est en quelque sorte un M4-P auquel on aurait incorporé une cellule TTL couplée, conservant par ailleurs la taille et les attributs de ses prédécesseurs (M5 excepté).

## Description technique du Leica M6
Le Leica M6 est un appareil télémétrique mécanique 24 × 36 mm de haute qualité de fabrication et au design épuré qui combine la silhouette du Leica M3 et du Leica M4 avec un posemètre moderne, sans pièces mobiles, et des flèches LED dans le viseur. Le M6 est dessiné par Heinrich Janke, qui était déjà le designer en chef du M3.
On distingue deux types de Leica M6. Le premier, surnommé officieusement M6 "Classic" pour indiquer ses dimensions "Classic M3", et le second, le M6 TTL, qui le remplace en 1998. Ce dernier apporte quelques nouveautés : la compatibilité TTL au flash avec les modèles compatibles, une cellule plus sensible en basse lumière, une molette des vitesses plus grosse et tournant dans le même sens que les flèches de la cellule, ainsi qu'un léger embonpoint sur la plaque supérieure (7,95 cm de haut contre 7,7 cm pour le M6 Classic). Ce modèle était disponible avec des viseurs aux grossissements différents (×0.58, ×0.72 et ×0.85).
Le boitier du M6 est constitué d'un châssis métallique monobloc en aluminium moulé sous pression. La plaque supérieure, elle, a été fabriquée en zinc plutôt qu'avec le laiton, plus mou, des M3, M2 et M4. Le zinc encaisse mieux les chocs et se plie moins facilement que le laiton, mais sous une très forte pression, il pourra avoir tendance à se fissurer, là où le laiton risquera de se plier et d'écraser le télémètre.
Le laiton reste présent dans la semelle ainsi que dans certaines pièces du boitier, mais plus dans ses engrenages. En effet, les engrenages en laiton de Leica contribuaient au maniement très "doux" des M3, M2 et M4, mais ils étaient trop mous pour le martèlement répété du mécanisme, et ont donc été remplacés par de l'acier sur le M4-2 et les appareils ultérieurs. Enfin, le M6 possède un mécanisme de rembobinage rapide qu'il partage avec le M4 et le M7, et qui a été abandonné sur le MP et le M-A au profit du mécanisme classique du M3.
Le M6 et le M6 TTL sont des appareils mécaniques ; toutes les fonctions, à l'exception du posemètre, fonctionnent sans piles, contrairement au M7 qui leur succède et qui a besoin d'une alimentation électrique pour fonctionner correctement (sa seule vitesse de déclenchement fonctionnelle sans alimentation étant 1⁄125 s).
Entre 100 000 et 150 000 exemplaires du Leica M6 auraient été fabriqués depuis 1984, éditions spéciales comprises. Il est également à noter que sur les premiers M6 commercialisés (1984-1986), c'était le nom « Leitz » et non celui de « Leica » qui figurait sur la pastille rouge située sur sa face avant.
Le Leica MP a succédé au Leica M6 TTL en 2002.

## Réputation du M6
Le Leica M6 est souvent considéré comme le meilleur boitier argentique 35mm jamais fabriqué, ou, à défaut, l'appareil à mesure télémétrique le plus renommé. Comme pour les autres Leica M, les avantages principaux du M6 résident dans sa discrétion, sa robustesse et sa grande qualité de fabrication, dans son viseur télémétrique lumineux (très prisé en photographie de rue et en photoreportage), dans sa compatibilité avec les excellentes optiques M, ainsi que dans l'obturateur en rideau et dans son pressoir, qui permettent de minimiser les vibrations sur le film au moment du déclenchement. Le télémètre à grande base du M6 est un chef d’œuvre d’optique et de mécanique de précision, permettant d’atteindre une focalisation extrêmement précise par la combinaison de la méthode des images mêlées avec celle des images coupées.
Enfin, le principe d'obturation mécanique à rideaux en tissu caoutchouté à translation horizontale des modèles M se traduit par une très courte latence au déclenchement, comme le rappelle avec pertinence Raymond Depardon dans son interview accordée au Monde.
De nombreux photographes, tels Nick Ut, Raymond Depardon, Garry Winogrand et Henri Cartier-Bresson, ont travaillé avec un Leica M6.
En raison du regain d'intérêt pour la photographie argentique et de sa très bonne réputation, le M6 a vu ses prix gonfler en à peine quelques années. Sur le marché de l'occasion, les prix des boitiers nus grimpent parfois jusqu'à atteindre ceux des Leica MP vendus neufs.

## Variations notables du M6
- M6J - 1994. Une édition collector de 1 640 appareils pour célébrer le 40e anniversaire du système Leica M. Remarquable pour son introduction du viseur à grossissement 0,85, le premier viseur à fort grossissement depuis 1966, et la base pour les appareils à viseur 0,85 qui suivront à partir de 1998.

- M6 0.85 - 1998. Le viseur à grossissement 0,85 était proposé sur les appareils de série pour une mise au point plus facile et plus précise avec des objectifs à longue focale ou à grande ouverture, tels que le Noctilux 50 mm f/1,0 et le Summilux 75 mm f/1,4. Les cadres de 28 mm sont abandonnés sur ce modèle. Seuls 3 130 de ces appareils ont été fabriqués (tous en chrome noir).

- M6 TTL - 1998–2002. Le M6 TTL a remplacé le M6, dont la fabrication a cessé. Disponibles initialement avec les versions de viseur 0,72 et 0,85 ; en 2000 une version 0,58 du M6 TTL a été rajoutée à la gamme. Le viseur de plus faible grossissement facilite la vision des cadres 28 mm, en particulier lorsque l'on porte des lunettes. La molette des vitesses du M6 TTL est inversée par rapport aux modèles précédents, tournant dans la même direction que les flèches du posemètre dans le viseur ; cette caractéristique a été reprise sur les M7, M8, et M9, mais pas sur le MP, qui est revenu à la molette des vitesses plus ancienne, de plus petit diamètre et tournant dans le sens opposé. Une des différences notables par rapport au M6 "Classic" est la capacité de flash TTL avec des unités de flash dédiées, telles que le SF-20. L'électronique supplémentaire a augmenté la hauteur de la plaque supérieure de 2 mm[1].

- M6 2022 - 2022. Leica a ressorti le M6 avec un viseur à grossissement 0,72 en octobre 2022. Le capot supérieur redessiné est usiné dans un bloc de laiton peint avec une laque noire à résistance à l'abrasion améliorée[2].

## Spécifications techniques
- Format d'image : 24 × 36 mm.
- Type de visée : télémétrique.
- Monture : monture "M" pour objectifs interchangeables Leica M, Zeiss M ou encore Voigtländer M.
- Grossissements du viseur existants : x0,58, x0,72 et x0,85.
- Cadres : x0.58 (28-90 mm, 35 mm, 50-75 mm), x0.72 (28-90 mm, 35-135 mm, 50-75 mm), x0.85 (35-135 mm, 50-75 mm, 90 mm).
- Vitesses d'obturation : 1 s, 1/2 s, 1/4 s, 1/8 s, 1/15 s, 1/30 s, cran à 1/50 s pour la synchronisation du flash, 1/60 s, 1/125 s, 1/250 s, 1/500 s, 1/1000 s, et enfin un mode bulb. Le M6 TTL ajoute une position « off » à la molette d'obturation.
- Alimentation (pour le fonctionnement de la cellule uniquement) : 2 piles boutons à l'oxyde d'argent (type SR44) ou 1 pile au lithium (1/3 N).
- Pas d'autofocus, de réglage automatique de l'exposition ni de mode priorité.

## Éditions spéciales
Jusqu'en 2013, le M6 était le Leica M qui comptait le plus d'éditions spéciales.
La liste suivante comprend certaines de ces éditions spéciales, mais pas toutes :
- Leica M6 Cutaway
- Leica M6 150 Jahre Photographie - 1989 - 75 Jahre Leica Photographie : 1 250 appareils photo
- Leica M6 Colombo '92 (1492 - 1992 : 500° Scoperta dell'America - Italia) : 200 appareils photos
- Leica M6 Royal-Foto Austria (1968 - 1993) : 101 appareils photo
- Leica M6J 40 Jahre Leica M (1954 - 1994) : 1 640 appareils photo
- Leica M6 Dragon (plaqué or) : 300 appareils photo
- Leica M6 Historica (1975 - 1995) : 150 appareils photo
- Leica M6 Royal Wedding : 200 appareils photo
- Leica M6 Thai Jubilee (50e année du règne de Sa Majesté le Roi Bhumiphol Adulyadej) : 700 appareils photo
- Leica M6 Anton Bruckner (1824 - 1896) : 200 appareils photo
- Leica M6 Brunei : 200 appareils photo plaqués de platine (125 plaqués de platine avec des diamants) et 350 appareils photo plaqués d'or.
- Leica M6 Partenaires : 500 appareils photo
- Leica M6 Leica Demo Ausrüstung Benelux '96 : 70 appareils photo.
- Leica M6 Ein Stück Leica : 996 appareils photo
- Leica M6 Jaguar XK (1948 - 1998) : 50 appareils photo
- Leica M6 Millennium : seulement 2 000 appareils (300 avec viseur 0,85× et simili cuir vert)
- Leica M6 Dragon (viseur 0,85x, peint en noir) : 500 appareils photo
- Leica M6 ICS : 200 appareils photo
- Leica M6 LHSA (Leica Historical Society of America) : 101 appareils photo
- Leica M6 Øresundsbron : 150 appareils photo
- Leica M6 Henri Cartier-Bresson (avec étui Vuitton) : seulement 1 appareil photo
- Leica M6 William Klein : 1 seul appareil photo (1993)
- Leica M6 50 Jahre fotoMAGAZIN : seulement 1 appareil photo (1999)
- Leica M6 Swiss Demo (Test the best) : 40 appareils photo
- Leica M6 Zurich Photographic Center : 100 appareils photo
- Leica M6 Royal Photographic Society : 100 appareils (1994)
- Leica M6 Platinum Optics : 150 appareils photo
- Leica M6 Schmidt Centenaire : 151 appareils photo
- Leica M6 Canada : 270 appareils photo
- Leica M6 Année du Coq : 300 appareils photo
- Leica M6 999 : 999 appareils photo
- Leica M6 Titanium : environ 6 000 et 1 000 en version TTL